# Estación de Madrid-Puerta de Atocha-Almudena Grandes
Madrid-Puerta de Atocha-Almudena Grandes es una estación ferroviaria localizada en el complejo ferroviario de la estación de Atocha, en la ciudad española de Madrid. Dentro del complejo, es la que recibe los trenes de alta velocidad y la mayoría de larga distancia. El resto de los trenes que paran en Atocha lo hacen en la estación de Atocha-Cercanías.

## Situación ferroviaria
La estación, que se encuentra a 618,18 metros de altitud, forma parte de los trazados de las siguientes líneas férreas:
- Línea férrea de ancho internacional Madrid-Sevilla, punto kilométrico 0,0.[2]
- Línea férrea de ancho internacional Madrid-Barcelona, punto kilométrico 0,0.[2]

## Historia

### La construcción de Puerta de Atocha
La estación fue construida entre 1985 y 1992, a las espaldas de la estación de Atocha original de 1892, con motivo de la llegada de la línea de alta velocidad Madrid-Sevilla. La operación, dirigida por el arquitecto Rafael Moneo, consistió en sustituir la estación de Atocha por dos estaciones, Atocha Cercanías y Puerta de Atocha, convirtiendo la estación original en el vestíbulo que da acceso a las dos nuevas estaciones.

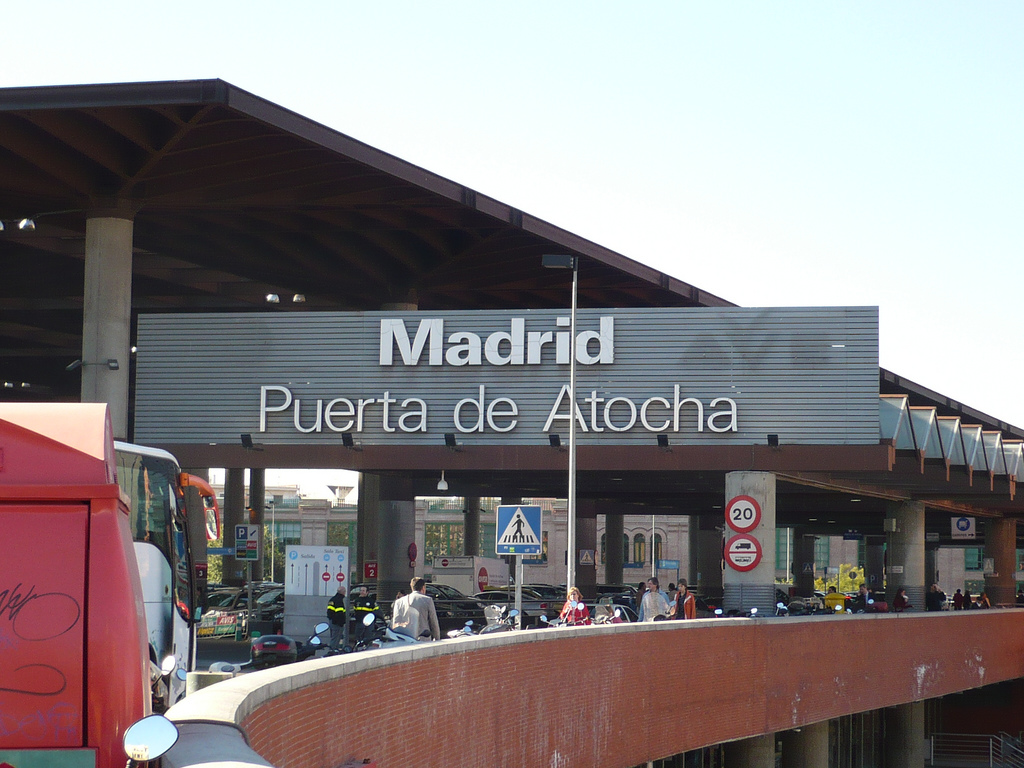
Exterior de la estación

Debe su denominación a la antigua Puerta de Atocha de la cerca de Felipe IV que, situada a pocos metros de la estación, era una de las entradas a la Villa de Madrid. El edificio consta de una gran sala hipóstila y repite, al menos en parte, el esquema de la antigua estación al ser una estación terminal, sin vías pasantes, aunque el nivel de los andenes es ligeramente inferior al de la playa de vías original.
El acceso a la nueva terminal se realiza desde la marquesina histórica, en cuya zona más cercana a los andenes dispone de una zona comercial y de ocio para viajeros. Por su parte, la marquesina histórica cuenta con un acceso directo desde la calle de Méndez Álvaro, el acceso desde el puente de taxis que lo separa de la nueva terminal y la galería subterránea que la comunica con el intercambiador de Cercanías y Metro.

### Remodelación
A finales de los años 2000 se inician una serie de actuaciones en la estación destinadas a aumentar su capacidad. Originalmente todos los tránsitos de la terminal se realizaban desde el nivel inferior, pero ante el crecimiento del número de usuarios fundamentalmente debido a la alta velocidad, la llegada de viajeros pasa por el nivel inferior, mientras que la salida de viajeros y las salas de esperas y controles de pasajeros se sitúan un nivel por encima. Desde 2010, las llegadas se efectúan por una terminal de nueva construcción, mientras que las salidas tienen lugar por los niveles superior e inferior más próximos a la antigua marquesina, indicándose la planta de embarque en los paneles informativos y por megafonía a la hora de anunciar la salida próxima de un tren.
Los trabajos de remodelación continúan con la llegada del túnel AVE Atocha-Chamartín, que incluye la construcción de 4 nuevas vías pasantes bajo los andenes 14 y 15 y la calle Méndez Álvaro. El 13 de junio de 2023 ha aprobado el Gobierno un nuevo proyecto de ampliación por 500 millones de euros con una nueva estación subterránea con dos andenes pasantes de alta velocidad que sirvan las vías del túnel AVE Atocha-Chamartín, la remodelación del lado norte de la estación y la construcción de un nuevo vestíbulo sur a lo largo de la calle Méndez Álvaro.
El 3 de marzo de 2022 se anunciaba que la estación llevaría el nombre de la escritora madrileña Almudena Grandes. Unos meses después, el 19 de noviembre, el Boletín Oficial del Estado hizo oficial el cambio de nombre. Así mismo, se publicó la modificación del catálogo de líneas y tramos de la Red Ferroviaria con la nueva denominación.

## Disposición

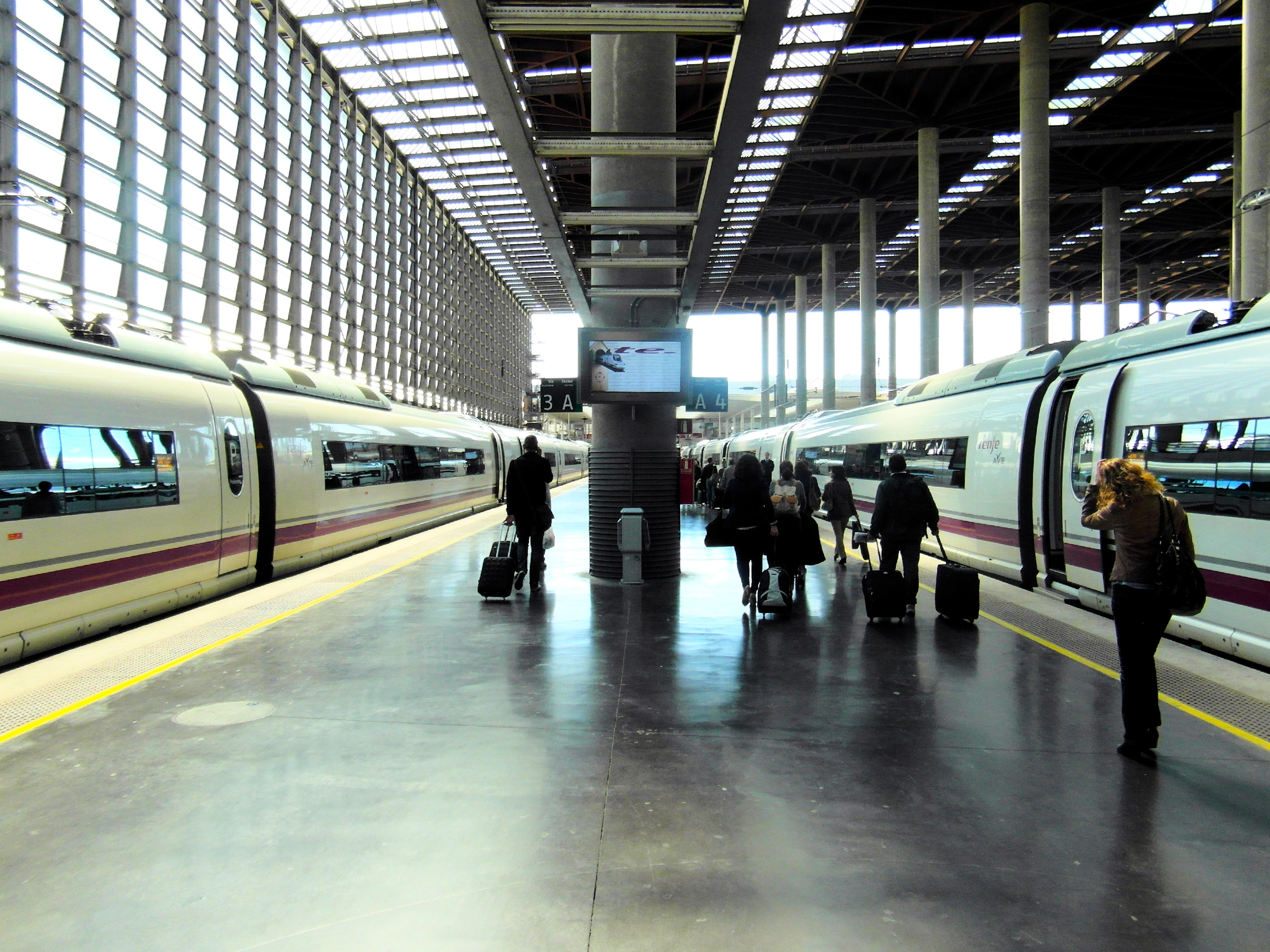
Andenes

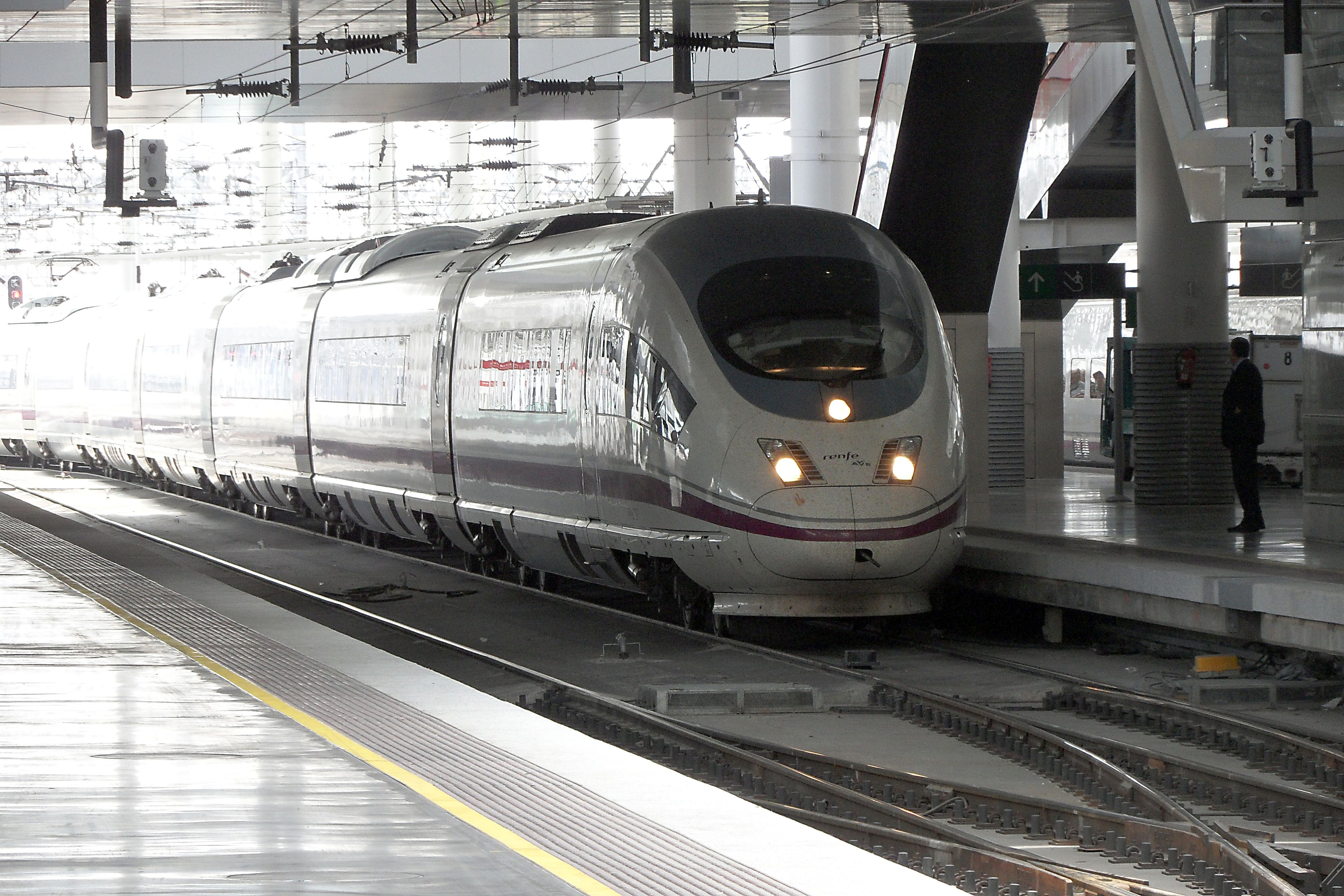
Desvío a mitad de andén que permite maniobrar a dos trenes por vía

### La estación
Es una estación en fondo de saco, con 15 vías que finalizan en topera. Cada una de las vías, excepto la vía 1, dispone de un desvío a mitad de andén que permite situar a dos trenes en cada vía, y que el tren interior salga cruzando a la otra vía, lo que permite operar con tres trenes simultáneamente por cada dos vías.
Al principio la estación compartía vías de ancho ibérico (1.668 mm), utilizadas para la red de vía convencional, y de ancho internacional (1.435 mm), utilizadas en la red de alta velocidad. Algunas vías de ancho ibérico han sido transformadas a ancho internacional, finalizando la transformación progresiva en una estación completamente en ancho 1.435 mm.
La electrificación original era de 3 kVcc, diferente a la de las líneas de alta velocidad de 25 kVca, por lo que los trenes de alta velocidad que operaban en la estación habían de ser bitensión. Posteriormente las vías en ancho internacional fueron electrificadas en 25 kVca dando continuidad completa a la electrificación.

### Las líneas
La estación de Puerta de Atocha conecta con las líneas de alta velocidad Madrid-Sevilla y LAV Madrid-Barcelona. La línea de alta velocidad Madrid-Levante, actualmente en servicio, pasa bajo Puerta de Atocha para continuar hacia Chamartín por el tercer Túnel de la Risa, que dispondrá de una estación situada bajo los andenes de Puerta de Atocha. Anteriormente, los trenes procedentes de la línea de alta velocidad Madrid-Levante procedentes de Alicante y Valencia finalizaban en Puerta de Atocha, accediendo a través de la línea de alta velocidad Madrid-Sevilla a través de la bifurcación de Torrejón de Velasco. Desde la apertura del túnel AVE Atocha-Chamartín y ante la entrada de nuevos operadores como Ouigo o Iryo, los trenes de Alta velocidad con destino Murcia, Alicante y Valencia tienen su cabecera en Chamartín.
Anteriormente existían dos conexiones con la red convencional, una directa hacia las vías en ancho ibérico, que dejó de utilizarse con la sustitución de estas vías, y otra mediante un cambiador de ancho que ha dejado de utilizarse recientemente con la inauguración del túnel AVE Atocha Chamartín junto con la Cuadriplicación de vía entre Atocha y Torrejón de Velasco, donde se encuentra la bifurcación hacia levante en conexión con la LAV Madrid-Sevilla.

## Servicios ferroviarios
Desde sus respectivas inauguraciones, todos los trenes procedentes de las líneas de alta velocidad de Barcelona, Andalucía y Levante y con destino Madrid han finalizado en la estación de Puerta de Atocha. Aquellos que disponen de cambio de ancho podían invertir marcha en la estación y continuar por Atocha Cercanías. Maniobra que realizaban trenes Alvia que actualmente conectan Santander y Gijón con Alicante, y Castellón, que actualmente solo paran en Chamartín. 
Antes, los trenes convencionales finalizaban en la estación, hasta que con la expansión del AVE y la correspondiente renovación de ancho y electrificación para su uso por parte de trenes de alta velocidad, dichos trenes han sido trasladados a Madrid Atocha Cercanías o Chamartín debido a la reducción de vías en ancho ibérico en la estación.
Desde mayo de 2021, entró en servicio un nuevo operador ferroviario de bajo coste Ouigo entre Madrid y Barcelona. Posteriormente la entrada de nuevos operadores como Iryo en rutas hacia Barcelona o Valencia, Sevilla y Málaga, provocando la saturación de dicha estación y del acceso hasta torrejón de Velasco. Para lo cual se prevé desviar los servicios hacia Chamartín a través del nuevo túnel de Alta velocidad recientemente inaugurado.
En septiembre de 2022 se produjo la reorganización de los servicios AVE hacia Levante, a excepción del Ave Madrid-Orihuela cambiando la cabecera de dichos trayectos a la estación de Chamartín, suprimiendo la parada en Atocha hasta la construcción de la estación pasante. En diciembre de 2022 con la inauguración del tramo de alta Velocidad Orihuela-Murcia, el AVE pasó a tener como cabecera la estación de Chamartín. En enero de 2023 los AVE y AVLO entre Madrid y Valencia fueron desviados a Chamartín con la puesta en servicio de las nuevas vías de alta velocidad 14 y 15 y la ampliación de las vías en Chamartín de la 22 a 25. Por lo que la estación de Puerta de Atocha actualmente es la cabecera de los trenes de alta velocidad tanto de RENFE, Ouigo o Iryo con Destinos Barcelona o Andalucía, mientras que Chamartín es la cabecera de los servicios con Destino Levante.